# 鶴林寺 (加古川市)
鶴林寺（かくりんじ）は、兵庫県加古川市にある天台宗の寺院。山号は刀田山（とたさん）。本尊は薬師如来。加古川市街地のすぐ外側（市役所と明姫幹線の間）に位置する。近畿地方に数多くある聖徳太子開基伝承をもつ寺院の1つで、太子建立七大寺の一つともいうが、創建の詳しい事情は不明である。平安時代建築の太子堂をはじめ多くの文化財を有し「西の法隆寺」とも称されている播磨地方有数の古寺である。宝物館は新西国三十三箇所第27番札所で本尊は聖観音（あいたた観音）である。

## 歴史
寺伝では、敏達天皇14年（585年）に物部守屋に迫害されて播磨国加古川の地に逃れていた高麗僧・恵便（）に12歳の聖徳太子が大和国からはるばるこの地へ足を運んで「木の丸殿」を作り、恵便から教えを受けたという。用明天皇2年（587年）に物部守屋が蘇我馬子によって滅ぼされると、その2年後の崇峻天皇2年（589年）に聖徳太子が秦河勝に命じ、三間四面の精舎を恵便のために建立して四天王寺聖霊院と名付けたのが当寺のはじまりであるという。
その後、養老2年（718年）に武蔵国の大目であった身人部春則（むとべのはるのり/みとべのはるのり）なる人物によって七堂伽藍が整備され、寺名も刀田山四天王寺と改められたというが、伝承の域を出ない。ただし、推古天皇14年（606年）に聖徳太子が法華経を講義し、その功で天皇から播磨国の水田百町を得たことは史実とされ、聖徳太子と播磨国には何らかの関連があったとみられている。
仁寿2年（852年）に天台宗の円仁が唐に渡る際に当寺へ立ち寄り、立願成就のために諸堂の修理を行なったという。これにより当寺は天台宗となった。
寺名は長らく四天王寺といっていたが、天永3年（1112年）に鳥羽天皇によって勅願所に定められ、「鶴林寺」の勅額が下賜されると寺名を鶴林寺へと改めたという。また、創建の場所は現在地なのか異なるのか判然としないが、太子堂や常行堂での近年の赤外線調査や多くの聖徳太子伝などの史料を照らし合わせると、平安時代前期には今の場所に本堂があったようである。当寺には飛鳥時代後期（白鳳時代）の銅造聖観音像「あいたた観音」があるが、本堂本尊の薬師三尊像は平安時代前期・10世紀にさかのぼる古像である。
現在も主要な堂塔だけで16棟の大伽藍を有するが、鎌倉時代、室町時代には太子信仰の高まりもあって寺坊だけで30数箇坊以上を有する規模であり、寺領は2万5千石を有し、楽人数十名が常に舞楽を奏していたといわれ、聖徳太子以来の法華経講讃の寺として繁栄した。
戦国時代には近隣の圓教寺が戦火に巻き込まれるなどしたが、姫路領主だった黒田職隆、黒田孝高親子の説得で織田信長派となり戦に巻き込まれず、当時の建築物が多数現存している。後に大封を得た黒田氏は当寺にて大規模な法要を行い、礼として金銀を寄進した。寺には職隆、孝高と交わした書状が多数残っている。
しかし、江戸時代に入ると次第に衰微し、塔頭8箇坊、寺領117石にまで落ち込んだ。
明治時代となり神仏分離が行われると塔頭は宝生院・浄心院・真光院の3箇寺のみとなった。山陽鉄道（現・JR神戸線）の加古川駅が開業するとそちらに門前町が形成されて鶴林寺の立地は寂しい場所となった。
境内および塔頭の周囲三方が鶴林寺公園として整備されC11形蒸気機関車などが展示されている。

## 本堂
国宝。堂内の宮殿（くうでん、厨子）の棟札（）銘から応永4年（1397年）の建築とわかる。入母屋造、本瓦葺き。桁行（正面）7間、梁間（側面）6間（「間」は長さの単位ではなく柱間の数を意味する）。和様に禅宗様を加味した折衷様建築の代表作で、桟唐戸（縦横に桟を組んだ扉）を多用する点が特色である。内部の宮殿には秘仏の薬師三尊像と二天像（各重要文化財）を安置する。鶴林寺本堂は大阪府河内長野市の観心寺本堂と並ぶ折衷様式の代表例とされる。

## 太子堂

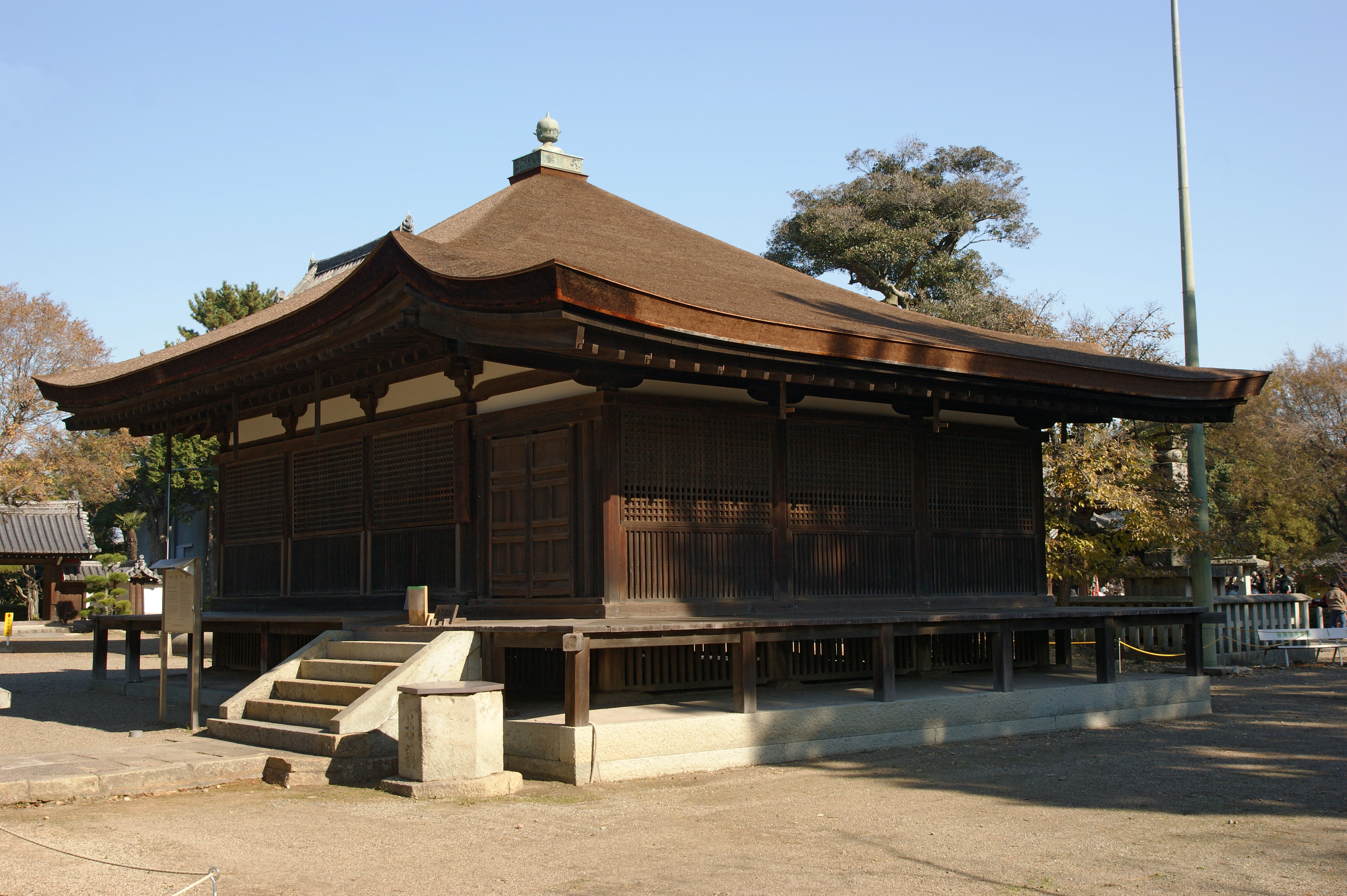
太子堂

国宝。屋根板の鎌倉時代の墨書から天永3年（1112年）の建築と分かる。兵庫県では現存最古の建築物である。本堂の手前右方に建つ。堂内に壁画の聖徳太子像があることから太子堂と呼ばれているが、元来は「法華堂」と称された堂で、本堂手前左方に建つ常行堂と対をなしている（「法華堂」「常行堂」という同形の堂を並べて建てるのは天台宗特有の伽藍配置で、延暦寺、日光の輪王寺などに例がある）。屋根は宝形造（四角錐形の屋根）、檜皮葺き。桁行（正面）、梁間（側面）とも3間の主屋の前面に梁間1間の孫庇（礼堂）を付した形式になり、側面から見ると、主屋と孫庇の境で軒先の線が折れ曲がる「縋破風」（すがるはふ）の形になる。堂内には本尊釈迦三尊像（重要文化財）を安置する。
建築とともに、堂内の壁画も平安時代絵画の稀少な遺品として重要である。東側壁面に描かれた聖徳太子像は中世から厨子で覆われ、秘仏扱いとされている（1977年（昭和52年）に重要文化財に指定されたが写真は公開されていない）。来迎壁（本尊背後の壁）の表裏には九品来迎図と仏涅槃図が描かれているが、黒ずんでいて肉眼では図柄を確認できず、赤外線写真で全貌が確認された。

## 境内
- 本堂（国宝） - 応永4年（1397年）再建。概説は既出。
- 太子堂（国宝） - 天永3年（1112年）再建。解説は既出。
- 石造宝篋印塔（兵庫県指定有形文化財） - 南北朝時代造。
- 石風呂
- 鐘楼（重要文化財） - 応永14年（1407年）再建。梵鐘も重要文化財である。
- 法華一石一字塔 - 石塔。明和8年（1771年）造。
- 観音堂 - 宝永2年（1705年）再建。
- 護摩堂（重要文化財） - 永禄6年（1563年）再建。
- 弁天社
- 宝物館 - 2012年（平成24年）に太子堂創建900年を記念して新しい宝物館が作られた。新西国三十三箇所第27番札所で通称を「あいたた観音」や「愛太子観音」とも呼ばれる銅造聖観音立像（重要文化財）を祀る。
- 東門
- 真光院 - 塔頭。
- 宝生院 - 塔頭。
- 浄心院 - 塔頭。
- 西門
- 常行堂（重要文化財） - 平安時代再建。
- 講堂
- 新薬師堂
- 三重塔（兵庫県指定有形文化財） - 室町時代再建。1976年（昭和51年）に放火で内部を焼損したが、1980年（昭和55年）に解体修理が行われた[3]。
- 経蔵
- 行者堂（重要文化財） - 応永13年（1406年）建立。かつては鶴林寺鎮守の山王権現を祀っていた[3]。
- 仁王門（兵庫県指定有形文化財） - 寛文12年（1672年）再建。
- 子安地蔵堂

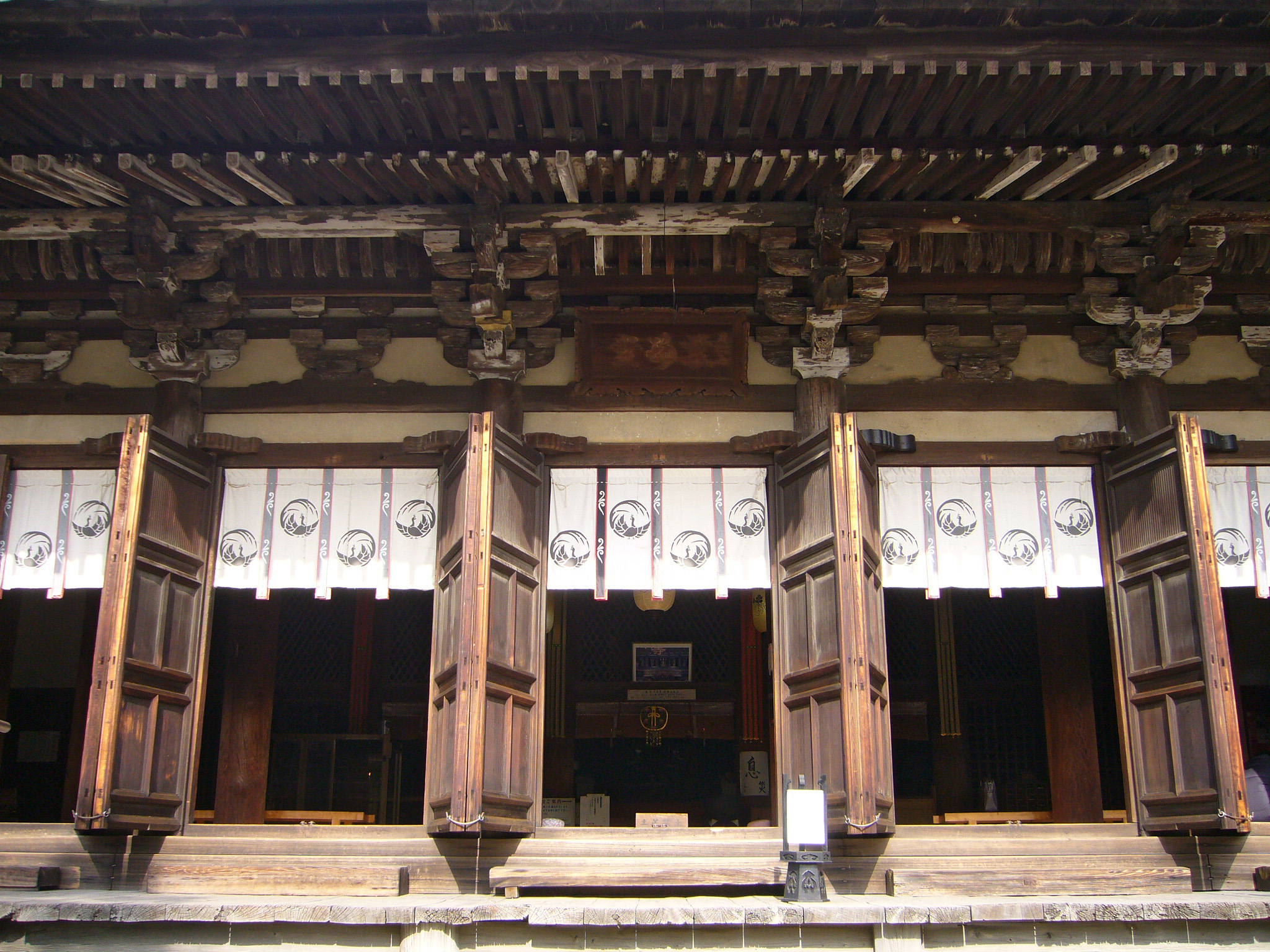
本堂の細部。扉は桟唐戸。組物は肘木を前方に2段持ち出した「二手先」とし、組物間に置く中備（）は蟇股（）と双斗（）を組み合わせたものである。
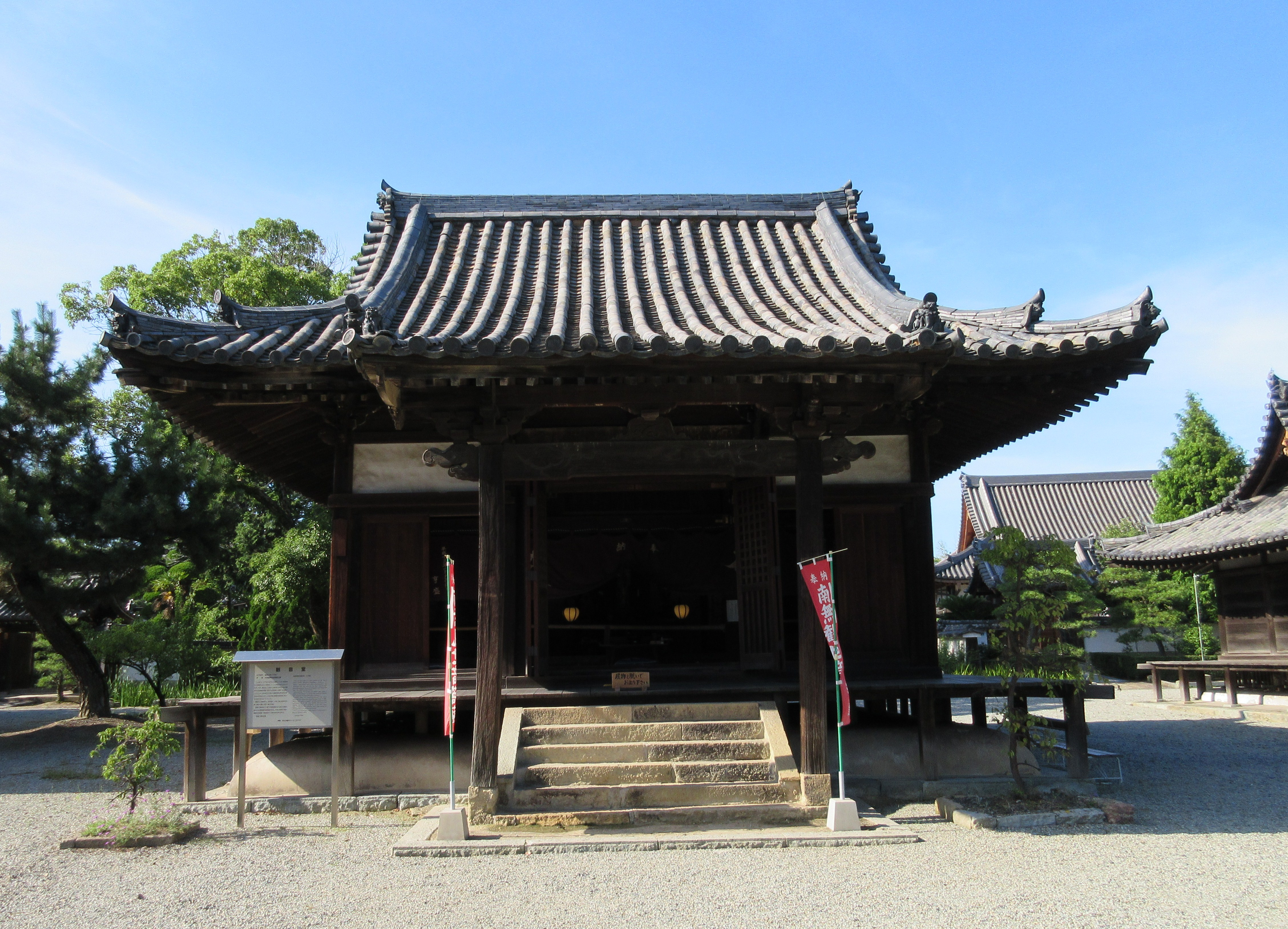
観音堂
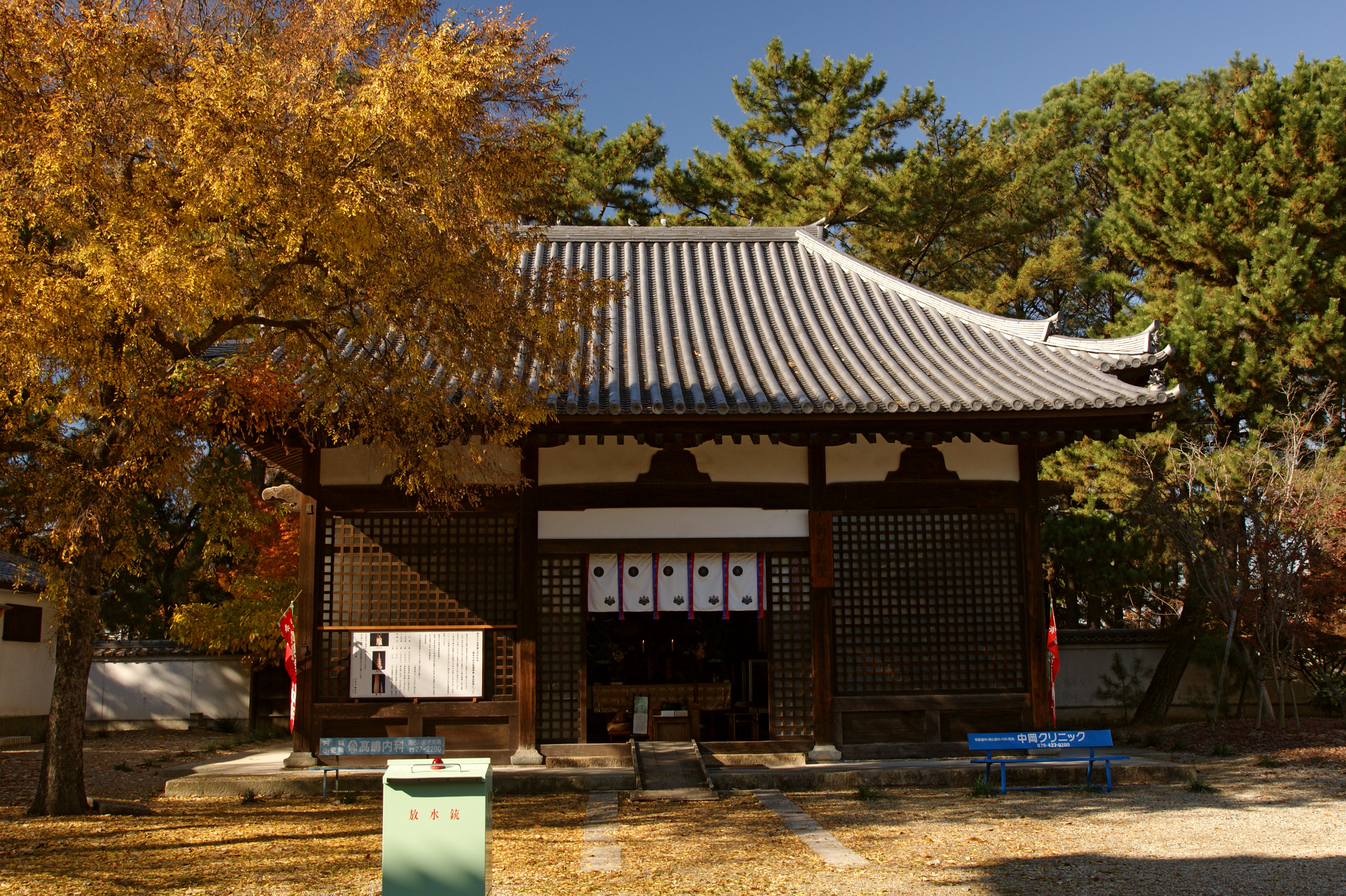
新薬師堂
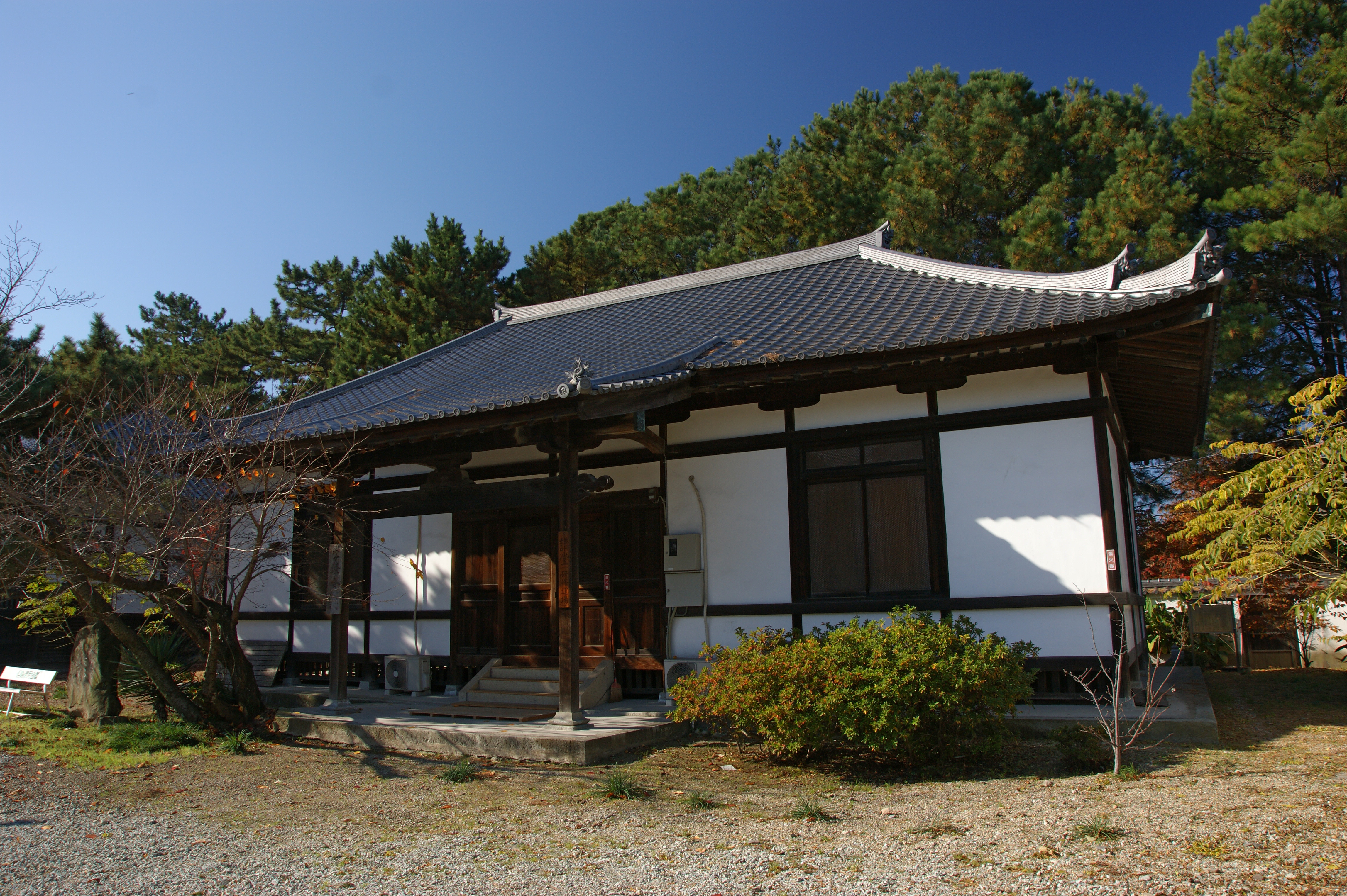
講堂
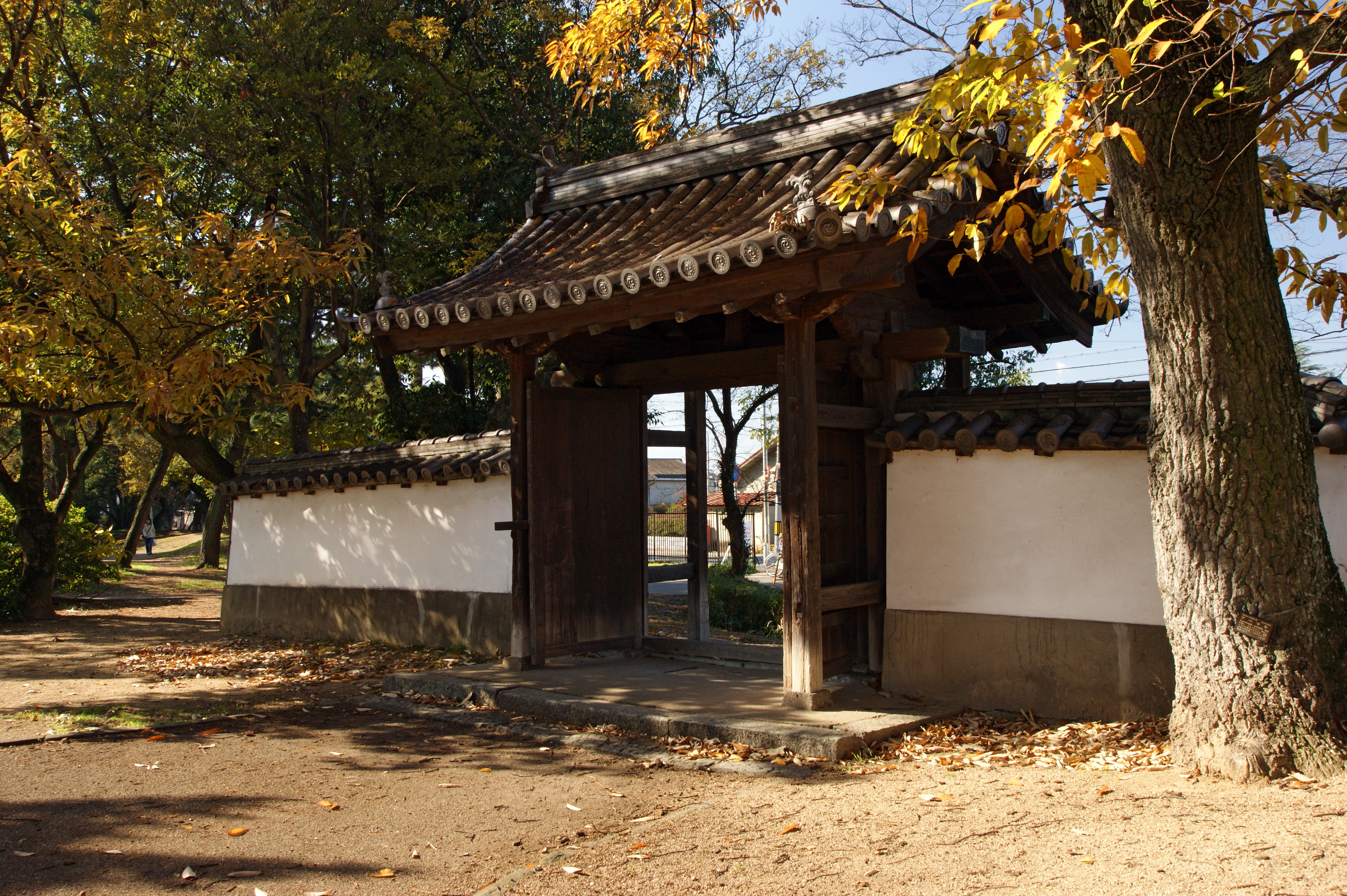
西門
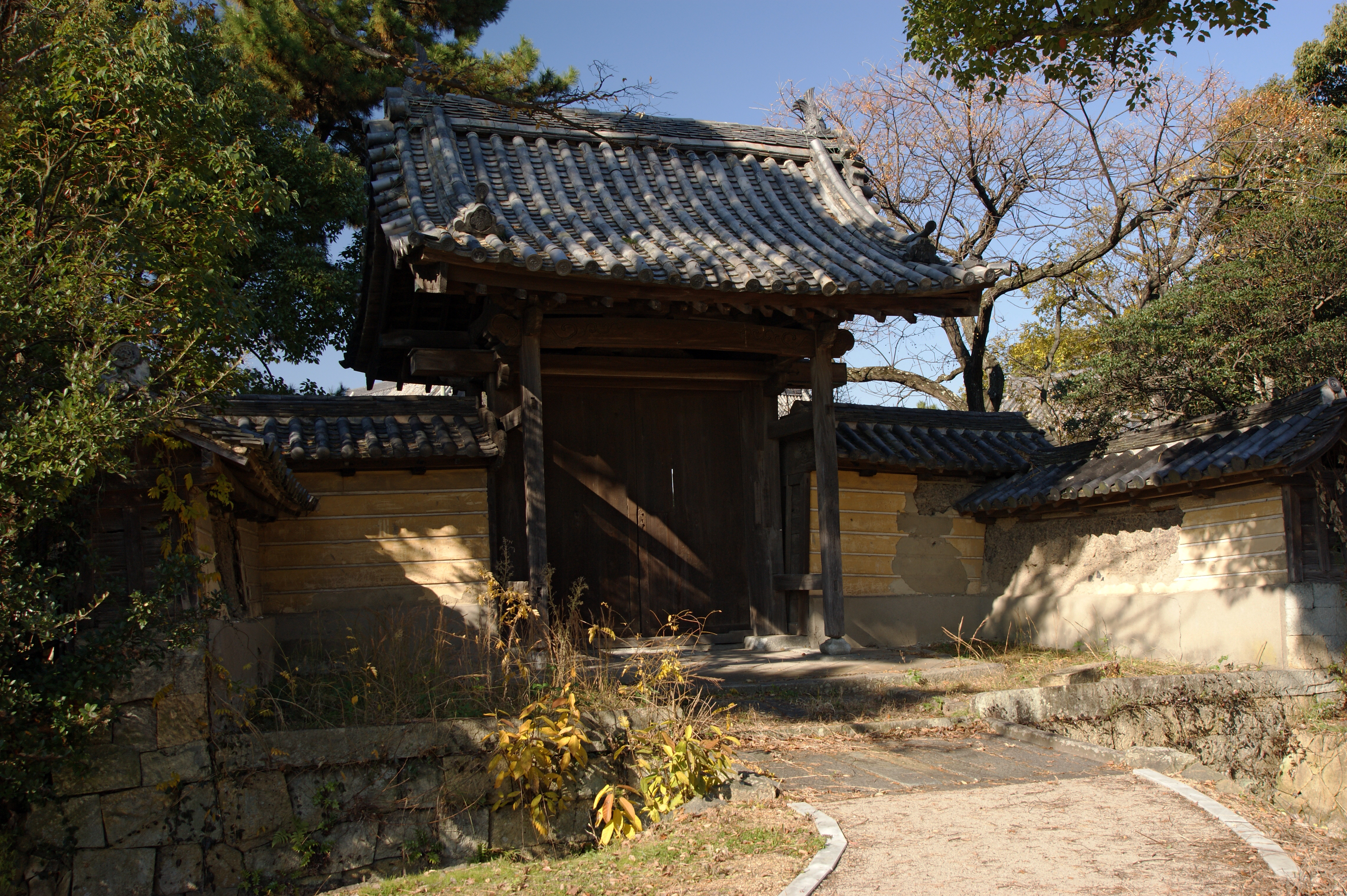
東門
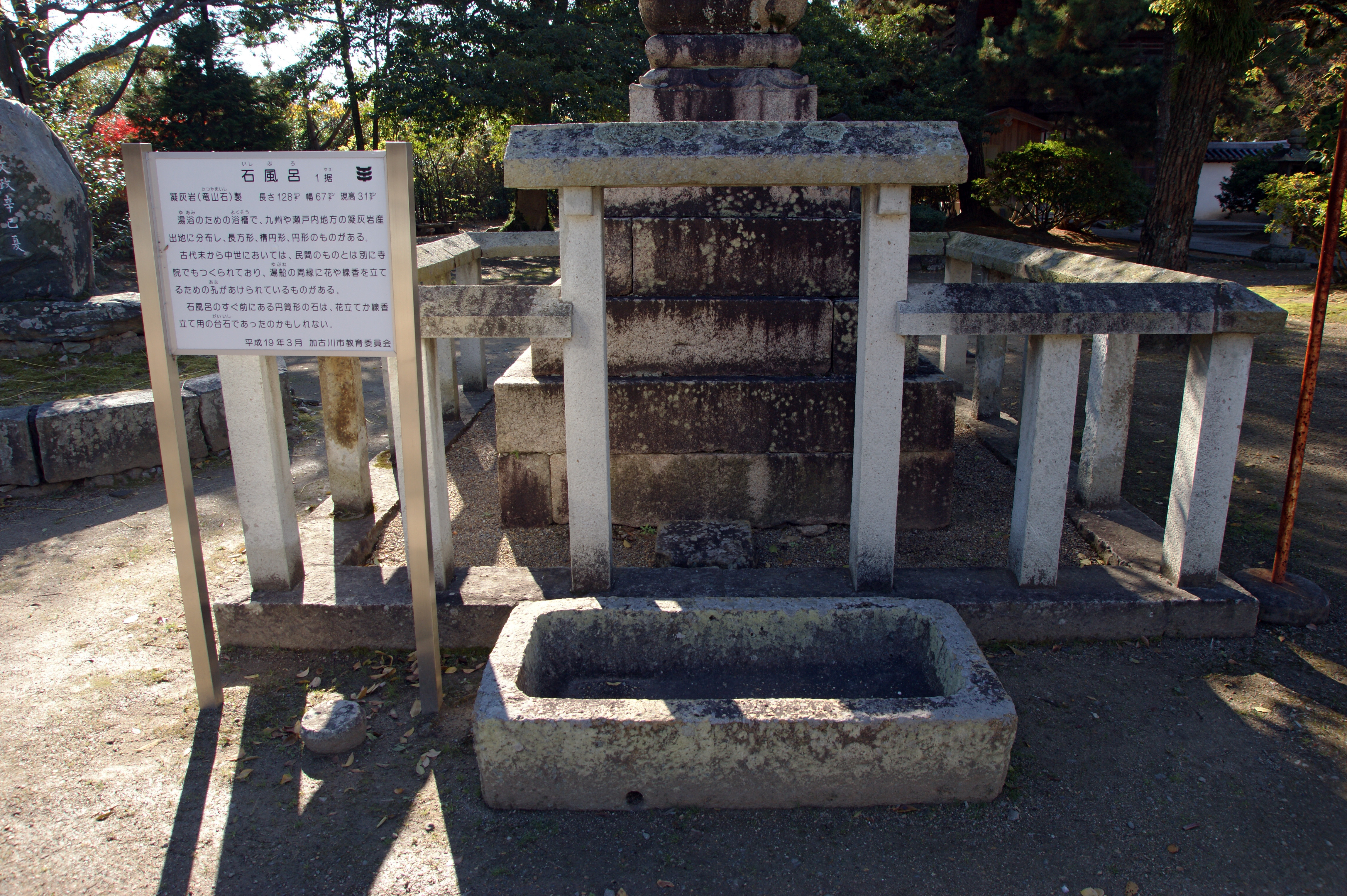
石風呂
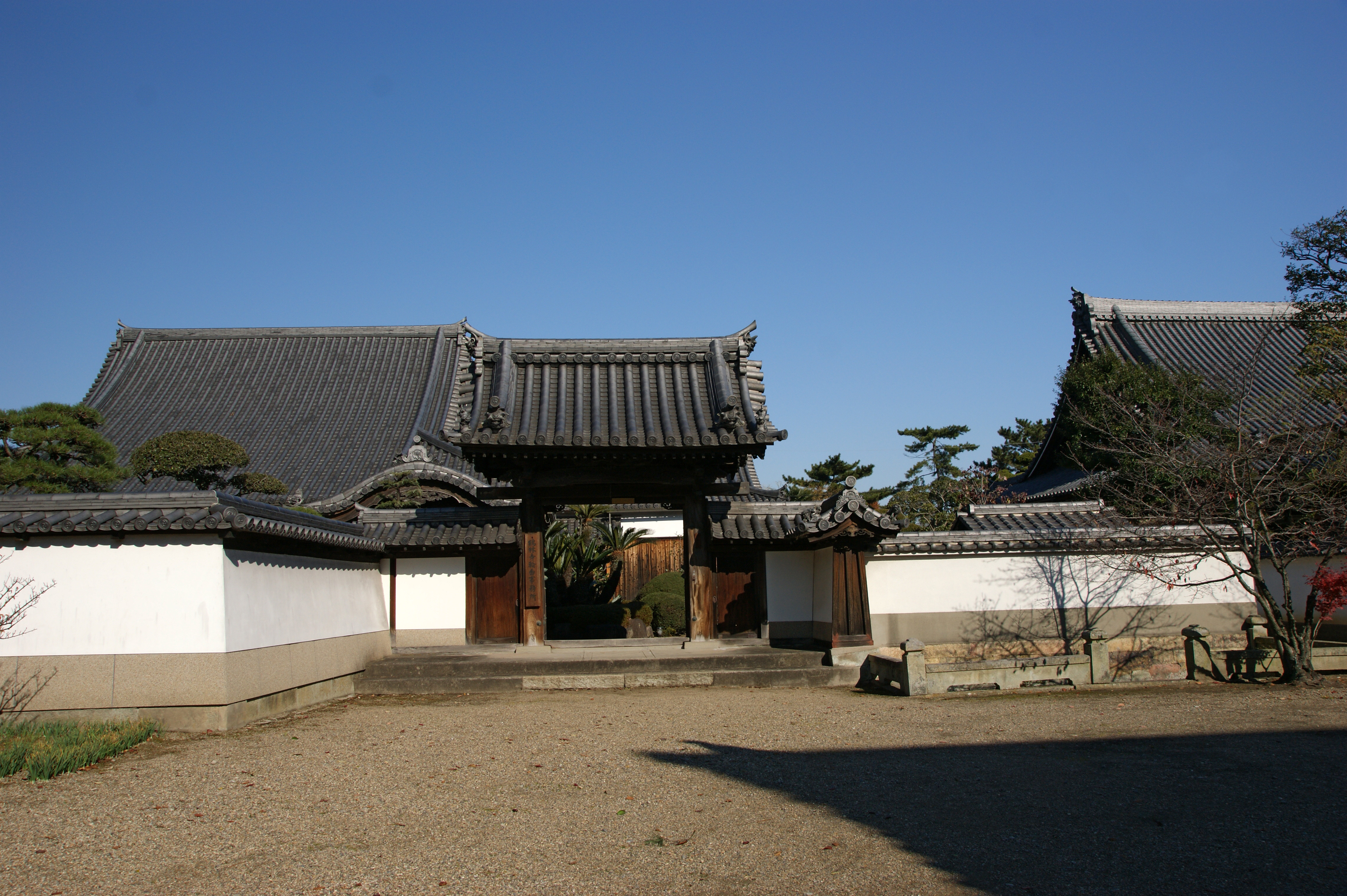
浄心院
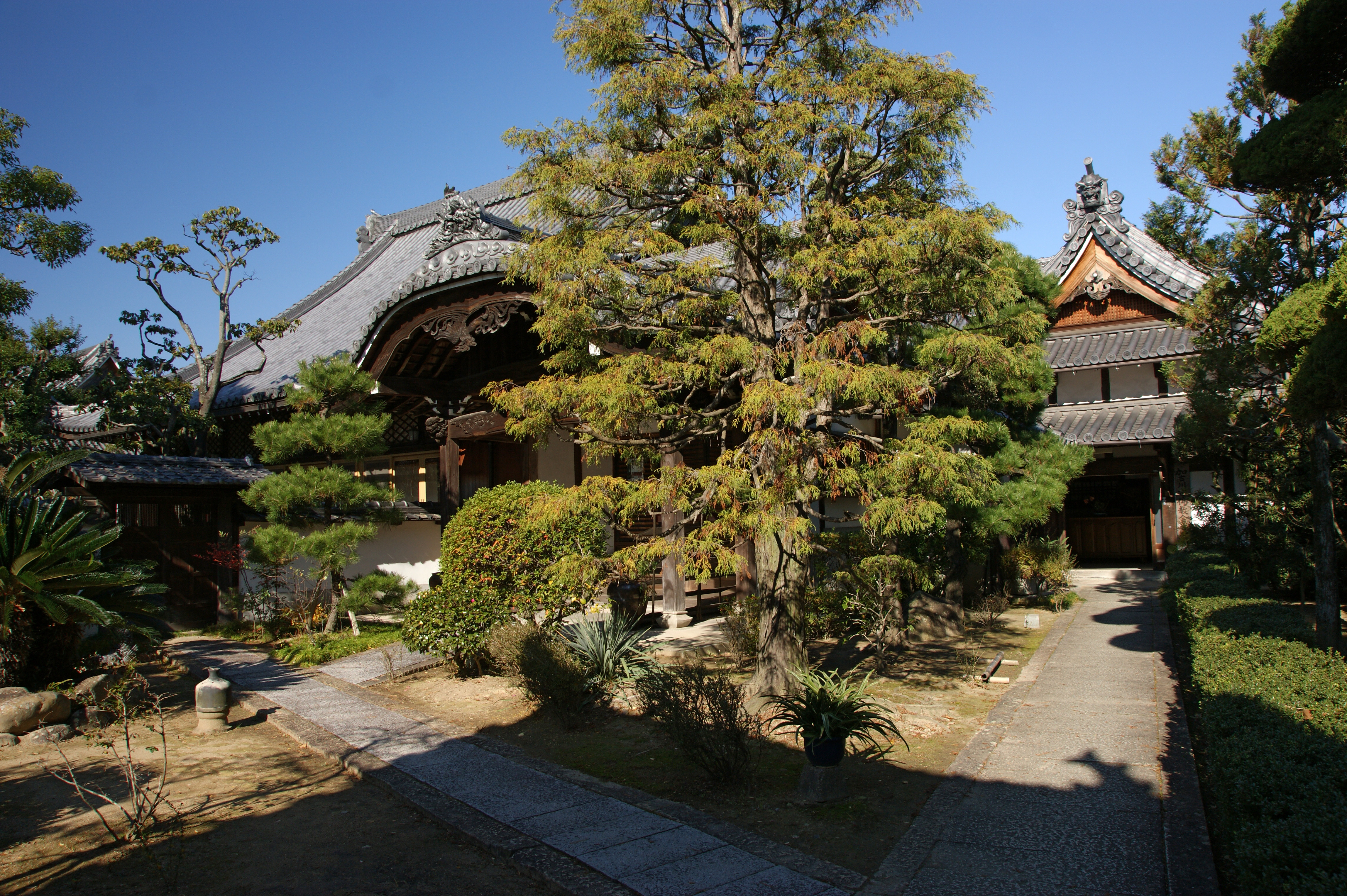
宝生院
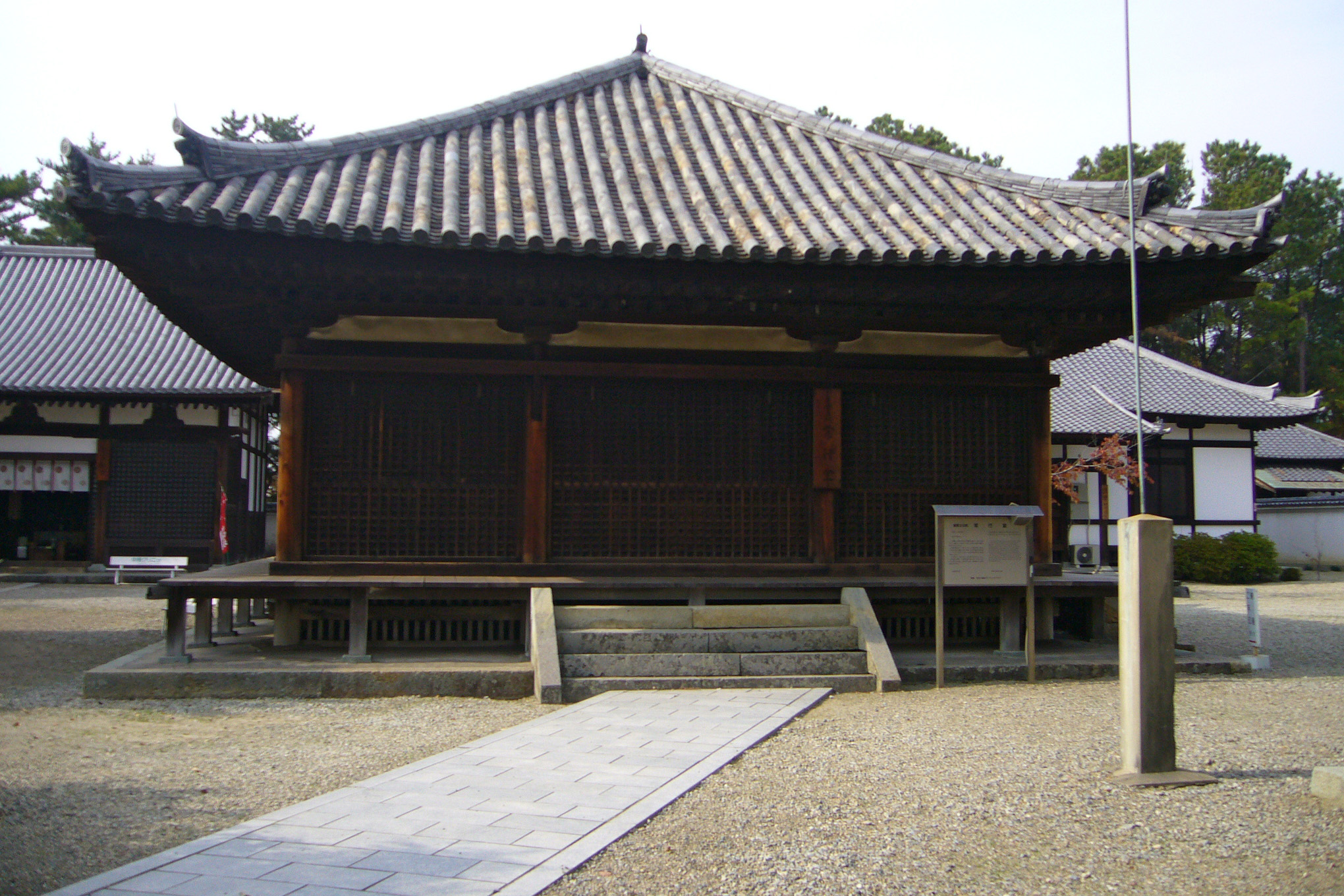
常行堂
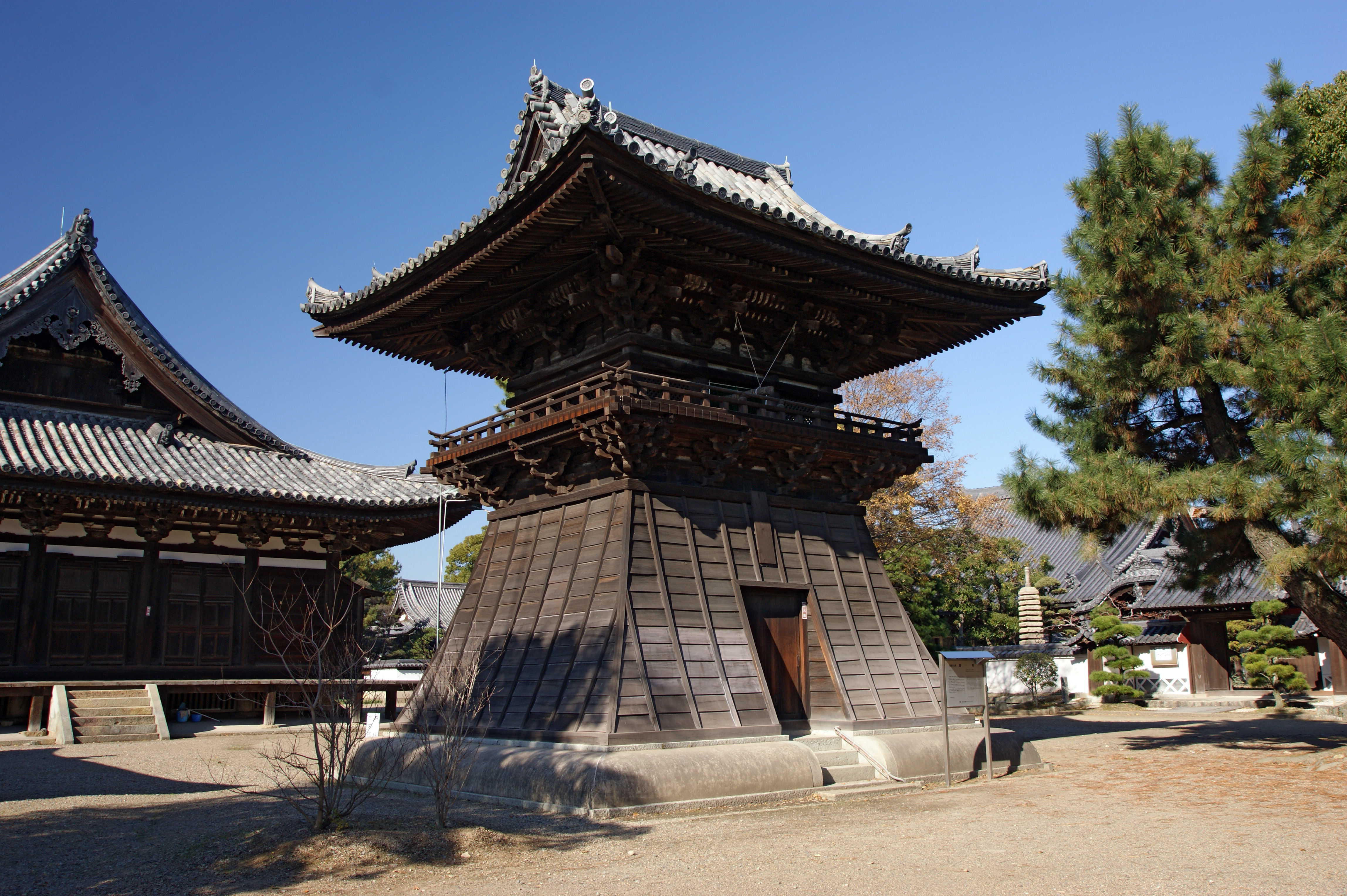
鐘楼
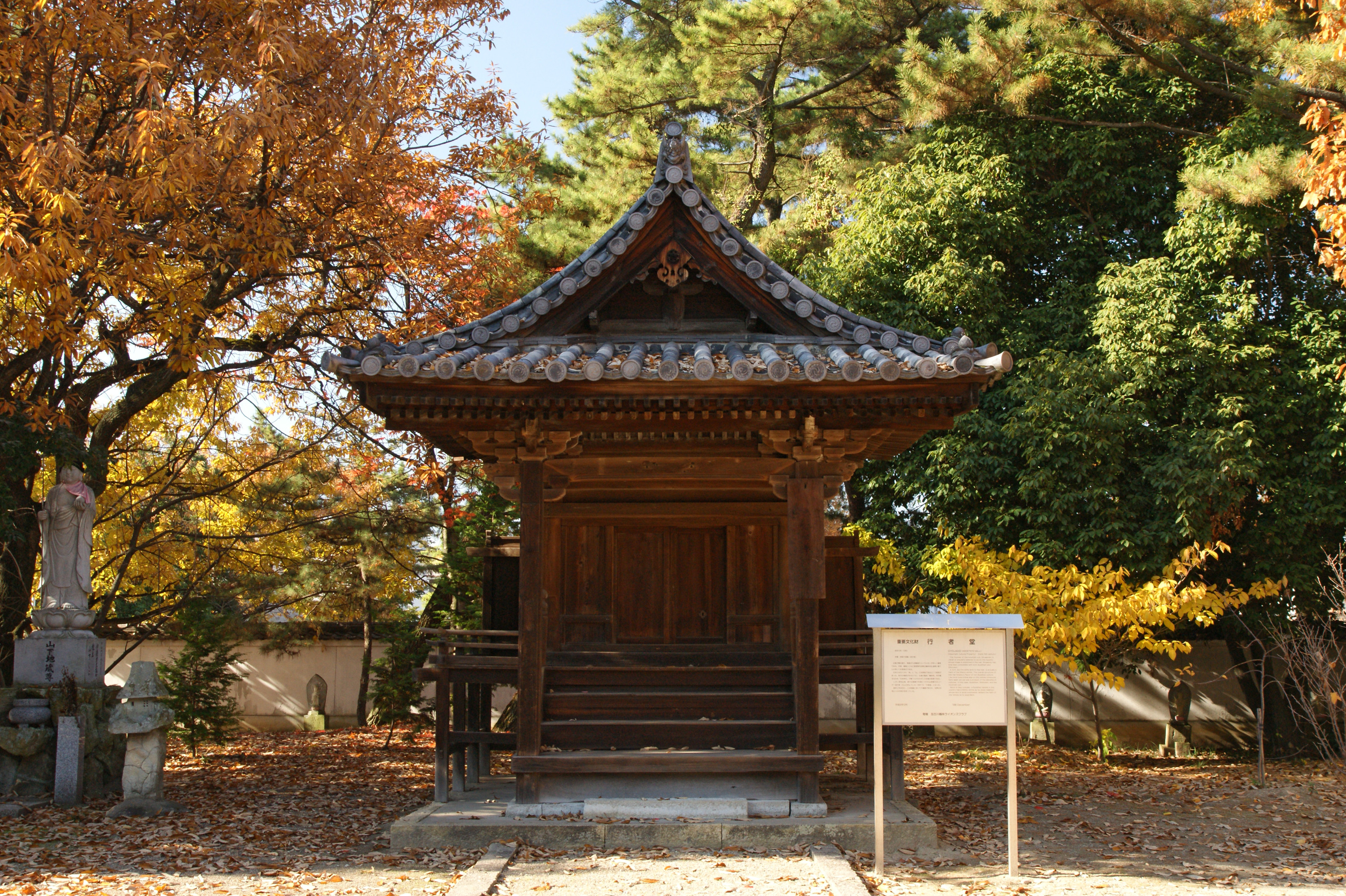
行者堂
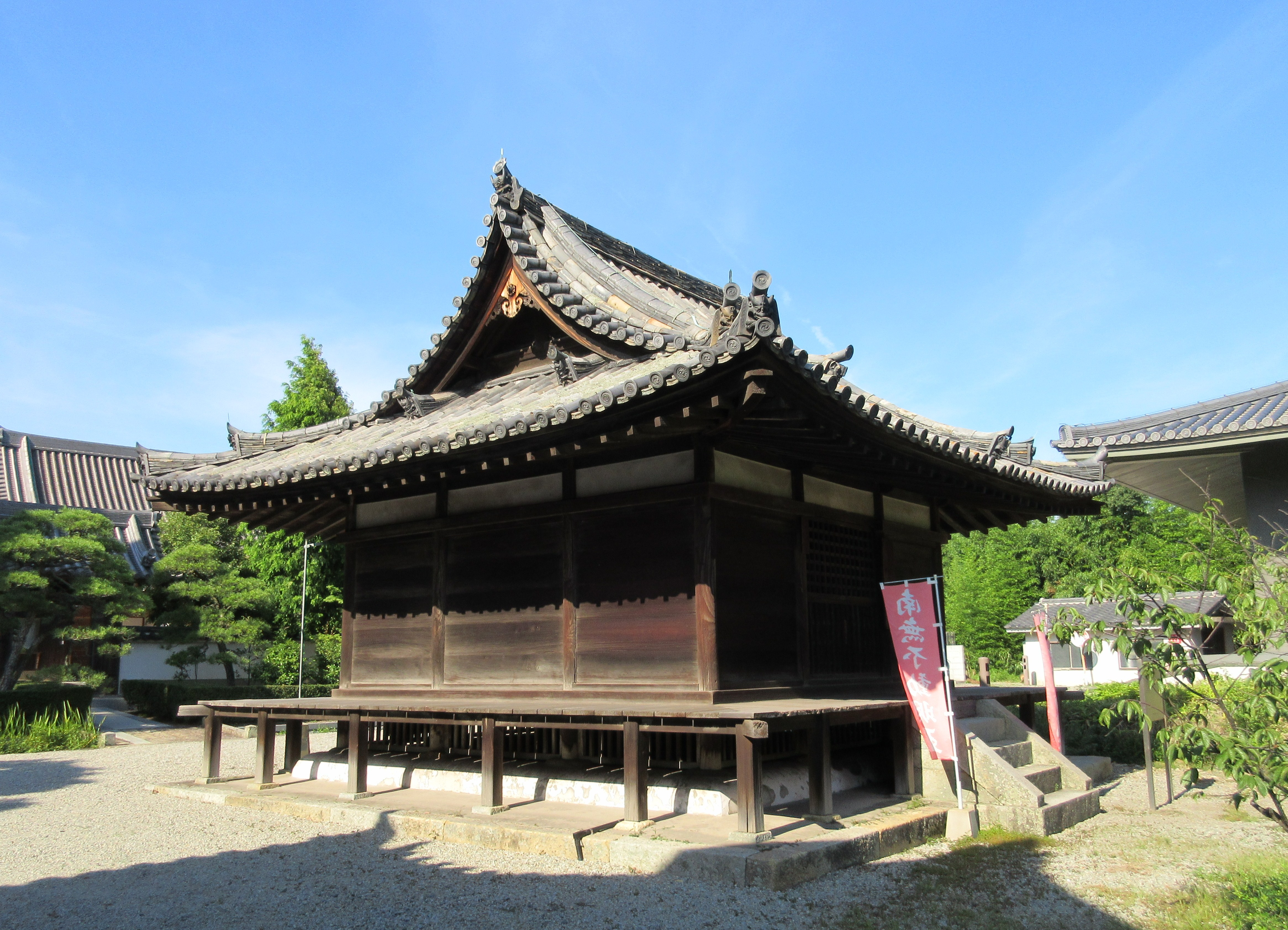
護摩堂
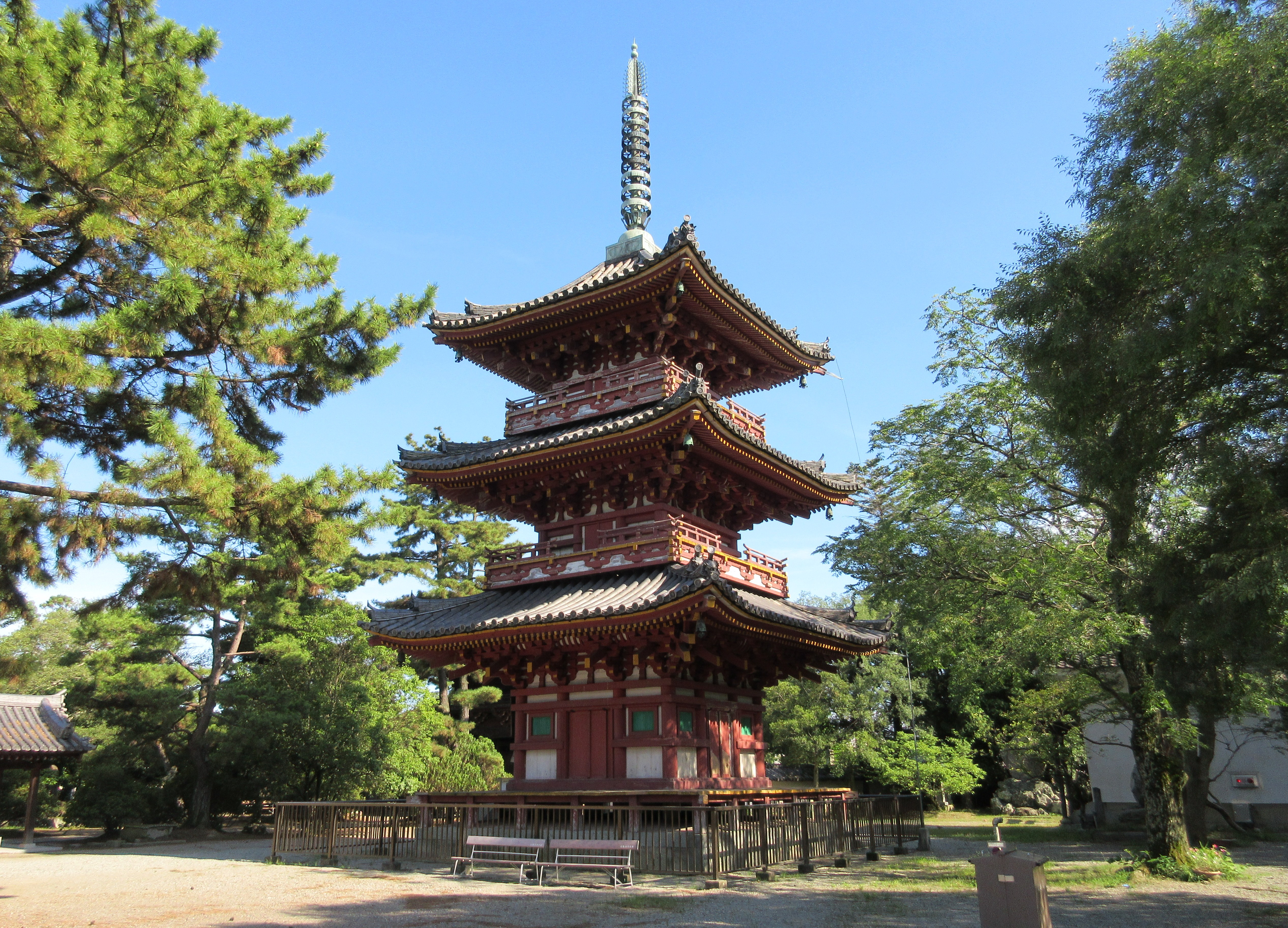
三重塔
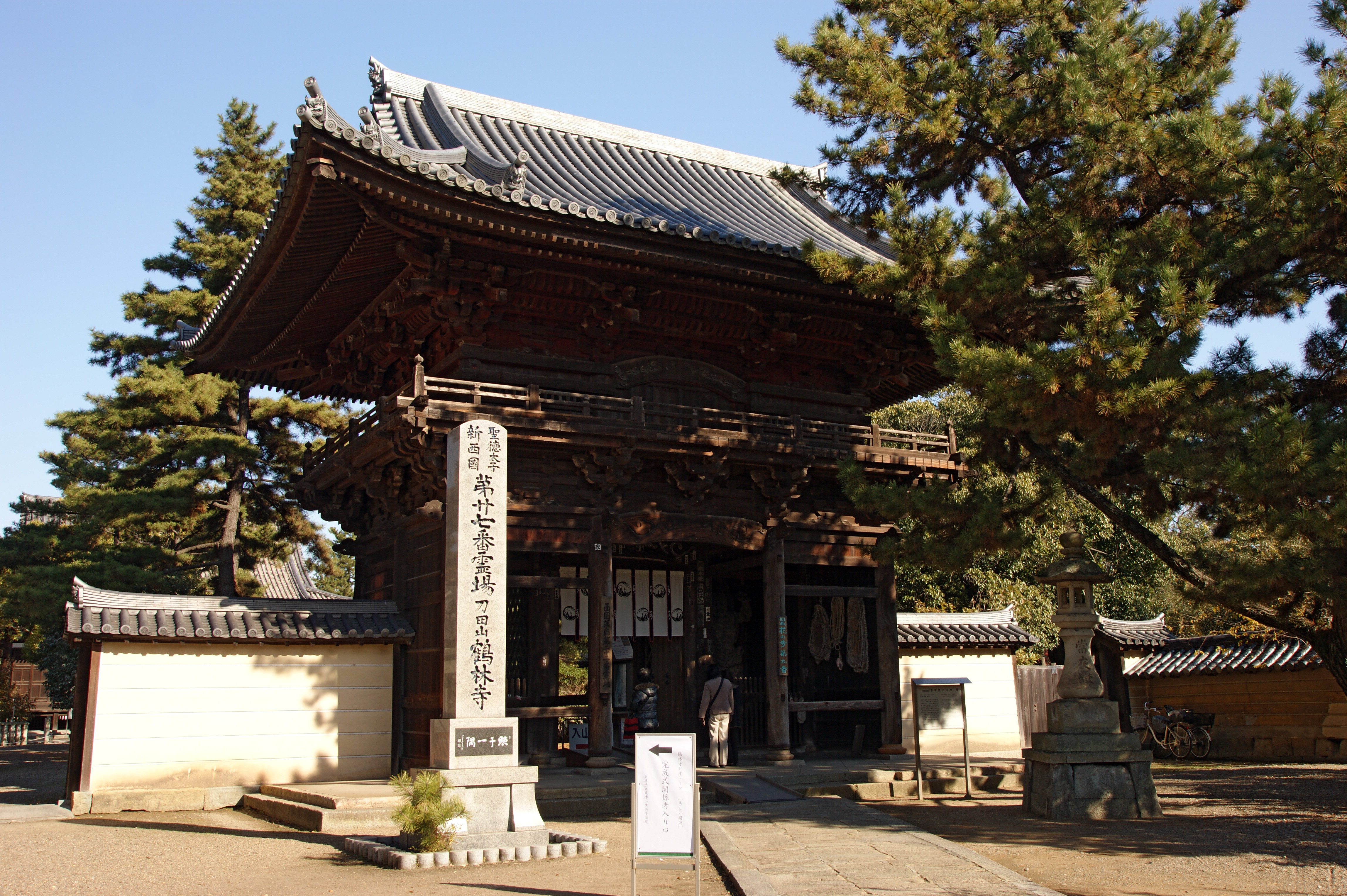
仁王門
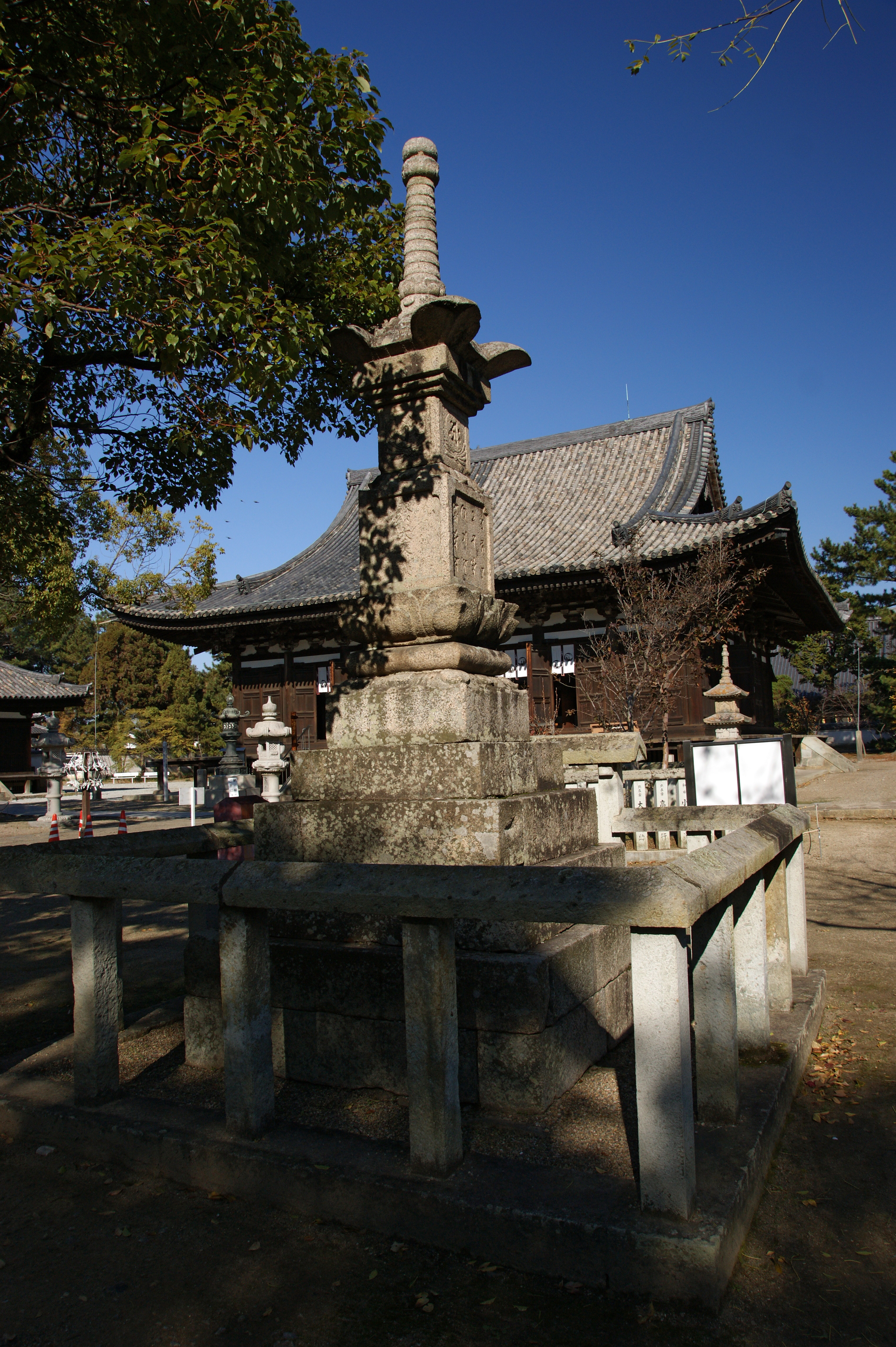
石造宝篋印塔

## 文化財

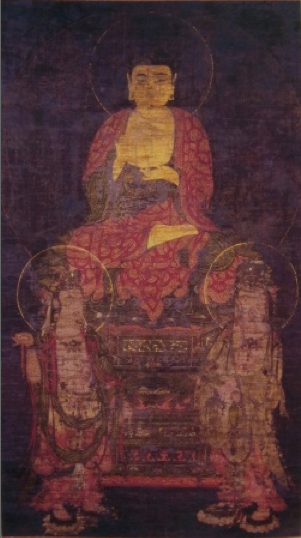
阿弥陀三尊像（高麗）

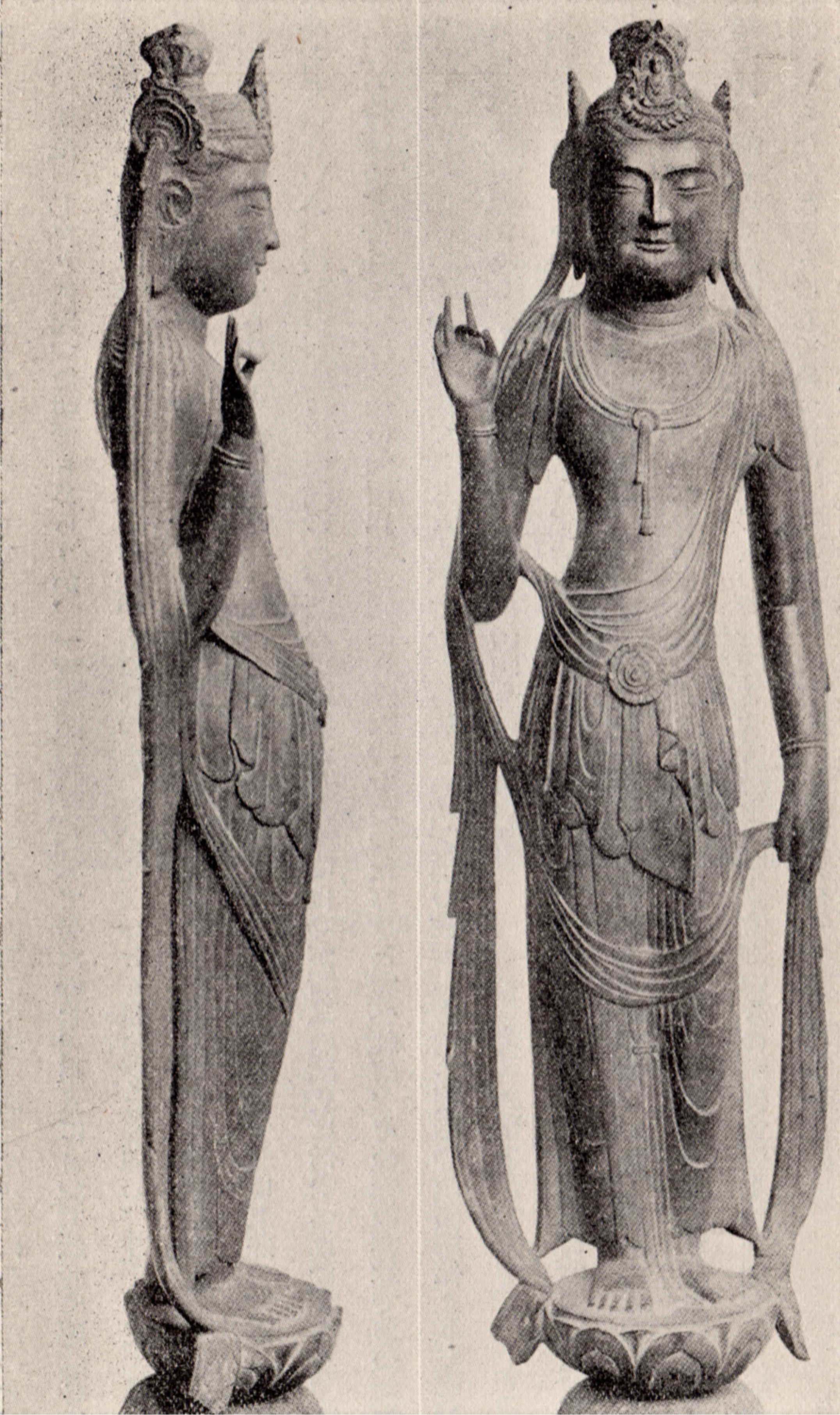
聖観音立像「あいたた観音」

### 国宝
- 本堂 附：宮殿棟札 2枚
- 太子堂

### 重要文化財
建造物
- 常行堂
- 鐘楼
- 行者堂
- 護摩堂

絵画
- 絹本著色聖徳太子像 - 鎌倉時代。
- 絹本著色慈恵大師像 - 鎌倉時代。
- 絹本著色阿弥陀三尊像 - 高麗時代。
  - この高麗仏画は、2002年（平成14年）に宝物館から盗難に遭い、2004年（平成16年）に韓国大邱広域市内の寺院で発見されたが、盗品と知らずに寄進を受けたものであったため、返還は困難といわれている。朝鮮王室儀軌の引き渡しに関連して、2011年（平成24年）4月に日本外務省は韓国外交通商部に対し、1994年（平成6年）に長崎県の壱岐島安国寺から盗まれた「高麗版大般若経」と、2002年（平成14年）に鶴林寺から盗まれた「阿弥陀三尊像」について、韓国内流入の事実確認や詳しい経緯の再調査を要請した。

- 絹本著色聖徳太子絵伝 8幅 - 鎌倉時代。
  - 2002年（平成14年）に韓国人犯行グループによって盗難に遭い、その翌年には取り戻されたが、損傷していたため、5年の歳月と5,000万円を掛けて修復が行われた。

- 板絵著色聖徳太子像（太子堂壁画）（附：板絵著色仏涅槃図 1面、板絵著色九品来迎図 1面）1面
  - 板絵著色聖徳太子像 - 平安時代。
  - 附：板絵著色仏涅槃図 - 平安時代。
  - 附：板絵著色九品来迎図 - 平安時代。

彫刻
- 銅造聖観音立像 - 飛鳥時代後期（白鳳期）。
  - 通称を「あいたた観音」「愛太子観音」という。1963年（昭和38年）に盗難に遭い、後に発見されたが、天衣（）の一部が切断されるなどの損害があった。その後、原状どおりに修復されている。また、その昔、かつては前身を金で覆われていたために、この聖観音を見た盗賊はすっかりこれを金でできているものと思い、この聖観音を盗み出した。そしてこれを溶かしてしまおうとし、聖観音の腰を槌で思い切り叩いて潰そうとした。すると聖観音は「あいたた」と叫んだので盗賊は驚き、改心して聖観音を鶴林寺に返還したという。しかし、「あいたた観音」の名称は「愛太子観音」が変化したものだともいう。また、これまで海外の美術展に4回も貸し出されている。

- 木造釈迦三尊像 - 鎌倉時代（中尊）・平安時代（脇侍）。太子堂本尊。
- 木造十一面観音立像 - 平安時代。
- 木造天蓋 1個 - 平安時代。
- 木造薬師如来及び両脇侍像・木造二天王像（持国天、多聞天） - 平安時代。本堂本尊。

工芸
- 鼉太鼓縁 2基 附 鼓胴・革残欠 一括 - 室町時代。
- 木造鶴林寺扁額 - 室町時代。
- 銅鐘（梵鐘） - 高麗時代。
- 木造髹漆厨子（きゅうしつずし、「きゅう」は「かみがしら」の下に「休」） - 鎌倉時代。

### 兵庫県指定有形文化財
建造物
- 三重塔 附：寛文12年棟札、元禄10年棟札、文化9年棟札
- 仁王門
- 石造宝篋印塔

彫刻
- 木造阿弥陀如来坐像 - 平安時代。
- 木造僧形坐像（伝恵便法師像） - 平安中期。
- 木造聖徳太子立像 - 室町時代。
- 二臂如意輪観音半跏思惟像 - 平安後期。
- 行道面 12面 付・宝髪 2個 - 作風や法量の違いから12面は同時期に作られたものではなく、鎌倉時代から室町時代にかけて逐次制作されたと推測される。
- 木造獅子頭 2面 - 鎌倉後期頃。

工芸
- 懸仏（聖観音・如意輪観音） 2面 附：懸仏（如意輪観音）鏡板 1面 - 南北朝時代、如意輪観音台座下に康暦元年（1379年）銘。懸仏（如意輪観音）鏡板は観応3年（1352年）。
- 懸仏（薬師如来）1面 - 南北朝時代。
- 机 1脚 - 天正4年（1576年）2月高砂城主・梶原景行が寄進。

### 加古川市指定有形文化財
絵画
- 聖徳太子絵伝 3幅 - 室町時代。
- 釈迦三尊十六善神像 1幅 - 室町時代。
- 天台十大師図 10幅 - 室町時代。
- 釈迦如来座像及び十六羅漢像 16幅 - 室町時代。
- 両界曼荼羅図 2幅 - 室町時代。
- 仏涅槃図 1幅 - 室町時代。
- 妙音弁才天像 1幅 - 享徳元年。
- 五大尊像 3幅 - 室町時代。

彫刻
- 木造聖徳太子坐像及び二王子立像 3軀 - 平安時代。
- 四天王立像 4軀 - 鎌倉時代。
- 弁財天立像 1軀 - 鎌倉時代。
- 地蔵菩薩立像 2軀 - 平安時代。
- 大日如来坐像 1軀 - 鎌倉時代。
- 行基菩薩坐像 1軀 附：勧進帳 1冊 - 室町時代。
- 木造阿弥陀如来坐像 - 塔頭真光院所有。
- 追儺面 3面 - 室町時代から江戸初期。

工芸
- 朱漆塗猫足礼盤 1脚 - 室町時代
- 法華経版木 78枚 附：版木残欠 - 室町時代
- 黒漆瓶子 1対 - 南北朝時代から室町時代
- 鼓胴 1口 - 室町時代
- 牛皮華鬘 10枚 - 室町時代

書
- 紺地金字金剛般若波羅蜜経 1巻 - 鎌倉時代。
- 妙法蓮華経 4巻 - 平安時代。
- 大般若経 600帖 - 室町時代。
- 鶴林寺文書 12通 - 室町時代。

### 加古川市指定無形文化財
- 鶴林寺鬼追い（鶴林寺鬼追い保存会）

## 年中行事
- 1月1日 - 初詣
- 1月8日 - 修正会（鬼追い）
- 2月15日 - 涅槃会
- 3月21日 - 春彼岸法要（太子会式）
- 3月22日 - 太子法要（太子会式）
- 3月23日 - 柴灯大護摩供（太子会式）
- 5月8日 - 花祭り（納骨・納髪・塔婆回向）
- 7月下旬 - 早朝坐禅会
- 8月7日 - 盆施餓鬼会
- 9月 - 秋坐禅会
- 十三夜 - 観月会
- 12月31日 - 除夜の鐘

### 月例行事
- 毎月8日 - 写経と法話の会
- 毎月18日 - 観音講

## 前後の札所
新西国三十三箇所
26 伽耶院　-　27 鶴林寺　-　28 光明寺
西国薬師四十九霊場
21 花山院菩提寺　-　22 鶴林寺　-　23 斑鳩寺
聖徳太子霊跡
26 中山寺　-　27 鶴林寺　-　28 斑鳩寺
播州薬師霊場
8 教信寺　-　9 鶴林寺　-　10 清水寺
関西花の寺二十五霊場
8 應聖寺　-　9 鶴林寺　-　10 天上寺

## 所在地
- 兵庫県加古川市加古川町北在家424

## 見学情報
- 開門時間：9時 - 16時30分
- 入山料：大人500円、子供（小中学生）200円
- 宝物館拝観料：大人500円、子供（小中学生）200円
  - ひょうごっ子ココロンカード対象施設。
  - 入山・宝物館拝観セット券：大人800円（加古川市民700円）、子供（小中学生）500円
- 休憩所：鶴林寺カフェ（不定休）

## アクセス
- JR山陽本線・加古川線 加古川駅からかこバス・別府ルートで約8分、「鶴林寺」下車、徒歩すぐ。
- JR山陽本線・加古川線 加古川駅からかこバス・東加古川ルートおよび神姫バス・21系統安田東ファミールハイツ行きで約7分、「北在家東口」下車、徒歩約5分。
  - どちらも1時間あたり1 - 2本程度運行されている。
- 山陽電気鉄道本線 尾上の松駅より徒歩約15分。

かつては国鉄高砂線 鶴林寺駅が至近距離に立地していたが、1984年（昭和59年）に廃止された。